# Campionati europei di ciclismo su pista 2018 - Inseguimento individuale maschile
L'inseguimento individuale maschile ai Campionati europei di ciclismo su pista 2019 si è svolta il 5 agosto 2018 presso la Commonwealth Arena and Sir Chris Hoy Velodrome di Glasgow, nel Regno Unito.

## Podio
| Pos.    | Atleta            | Nazionalità |
| ------- | ----------------- | ----------- |
| Oro     | Domenic Weinstein | Germania    |
| Argento | Ivo Oliveira      | Portogallo  |
| Bronzo  | Claudio Imhof     | Svizzera    |

## Risultati

### Qualificazioni
I migliori 2 tempi si qualificano alla finale per l'oro, il terzo e quarto tempo alla finale per il bronzo
| Posizione | Atleta              | Nazione       | Tempo    | Gap     | Note |
| --------- | ------------------- | ------------- | -------- | ------- | ---- |
| 1         | Domenic Weinstein   | Germania      | 4:13.073 |         | Q    |
| 2         | Ivo Oliveira        | Portogallo    | 4:13.600 | +0.527  | Q    |
| 3         | Aleksandr Evtušenko | Russia        | 4:16.028 | +2.955  | q    |
| 4         | Claudio Imhof       | Svizzera      | 4:16.658 | +3.585  | q    |
| 5         | John Archibald      | Gran Bretagna | 4:17.119 | +4.046  |      |
| 6         | Filippo Ganna       | Italia        | 4:17.260 | +4.187  |      |
| 7         | Corentin Ermenault  | Francia       | 4:17.636 | +4.563  |      |
| 8         | Leon Rohde          | Germania      | 4:17.878 | +4.805  |      |
| 9         | Stefan Bissegger    | Svizzera      | 4:21.059 | +7.986  |      |
| 10        | Charlie Tanfield    | Gran Bretagna | 4:21.837 | +8.764  |      |
| 11        | Dawid Czubak        | Polonia       | 4:24.906 | +11.833 |      |
| 12        | Louis Pijourlet     | Francia       | 4:24.941 | +11.868 |      |
| 13        | Bartosz Rudyk       | Polonia       | 4:26.115 | +13.042 |      |
| 14        | Yauheni Akhramenka  | Bielorussia   | 4:27.215 | +14.142 |      |
| 15        | Nicolas Pietrula    | Rep. Ceca     | 4:27.475 | +14.402 |      |
| 16        | Mikhail Shemetau    | Bielorussia   | 4:27.575 | +14.502 |      |
| 17        | Marco Coledan       | Italia        | 4:28.444 | +15.371 |      |
| 18        | Volodymyr Dzhus     | Ucraina       | 4:28.645 | +15.572 |      |
| 19        | Timur Maleev        | Ucraina       | 4:30.755 | +17.682 |      |
| 20        | Joan Bennàssar      | Spagna        | 4:31.921 | +18.848 |      |
| 21        | Illart Zuazubiskar  | Spagna        | 4:37.420 | +24.347 |      |
| 22        | Sasha Weemaes       | Belgio        | 4:40.059 | +26.986 |      |
| 23        | Vitālijs Korņilovs  | Lettonia      | 4:51.903 | +38.830 |      |

### Finali
| Posizione            | Atleta              | Nazione    | Tempo    | Gap    |
| -------------------- | ------------------- | ---------- | -------- | ------ |
| Finale per l'Oro     |                     |            |          |        |
| 1                    | Domenic Weinstein   | Germania   | 4:13.363 |        |
| 2                    | Ivo Oliveira        | Portogallo | 4:15.304 | +1.941 |
| Finale per il Bronzo |                     |            |          |        |
| 3                    | Claudio Imhof       | Svizzera   | 4:16.654 |        |
| 4                    | Aleksandr Evtušenko | Russia     | 4:17.608 | +0.954 |